# Pantà d'Oliana
Pantà d'Oliana är en reservoar i Spanien.   Den ligger i provinsen Província de Lleida och regionen Katalonien, i den nordöstra delen av landet, 500 km öster om huvudstaden Madrid. Pantà d'Oliana ligger 507 meter över havet. Arean är 1,2 kvadratkilometer. 
Den sträcker sig 4,4 kilometer i nord-sydlig riktning, och 1,6 kilometer i öst-västlig riktning.